# Бомбардировка Ульма во время Второй мировой войны
Бомбардировки Ульма во время Второй мировой войны — бомбардировки Ульма, осуществлявшиеся силами британской и американской авиации в годы Второй мировой войны. Самые интенсивные бомбардировки пришлись на последние месяцы войны, когда было разрушено 80% исторического центра города.
Первый авиаудар по окрестностям города был произведен 4 июня 1940 года, в результате погибло 5 человек. Число воздушных налетов по городу росло в последующие годы (с 11 в 1941 году до 19 в 1942 году) и продолжено в 1943 году. С конца февраля 1944 года число воздушных налетов на город значительно увеличилось. В нападении 9 августа 1944 года было 57 жертв, 10 и 13 сентября — 49 и 32 соответственно.
Самый тяжелый для немцев рейд проходил 17 декабря 1944 года, оставив убитыми 707 человек, 613 ранеными, а 25 000 — бездомными. Основными мишенями для бомбардировок были автомобильные заводы Магирус-Дойц и Kässbohrer. В городе находились и другие важные промышленные предприятия, казармы Вермахта и склады.
В ходе 25-минутного налета 317 бомбардировщиков «Авро Ланкастер» и 13 легких бомбардировщиков «де Хевилленд Москито» на город было сброшено в общей сложности 1472 тонны бомб, начиная с центра города (площади Мюнстерплац) и далее на запад в его промышленные и железнодорожные районы.
Были разрушены казармы, несколько военных госпиталей, 14 учреждений. Исторический Ульмский собор понес лишь незначительные повреждения. От взрывов бомб с домов в городе были сорваны крыши. Тысячи зажигательных бомб вызвали крупный пожар, для разрастания которого благоприятствовала погода.
В ходе налеты были сбиты два «Ланкастера».
В последующие налеты 1 марта и 19 апреля 1945 года силами Британской и американской авиации было убито 632 человека, разрушено 81 % строений. Только 1763 из 12756 зданий города остались нетронутыми.